# Cimetière de la Chacarita
 (octobre 2016).
Si vous disposez d'ouvrages ou d'articles de référence ou si vous connaissez des sites web de qualité traitant du thème abordé ici, merci de compléter l'article en donnant les références utiles à sa vérifiabilité et en les liant à la section « Notes et références ».
Le cimetière de la Chacarita (en espagnol : Cementerio de la Chacarita) est le principal cimetière de Buenos Aires en Argentine.
Fondé en 1887 à Chacarita, ce cimetière public est généralement vu comme le cimetière national de par son emplacement dans la capitale, sa taille et le nombre de personnalités qui y sont enterrées.

## Personnalités
- May Avril (1928-2002), actrice franco-argentine.
- Carlos Gardel (1890-1935), chanteur-compositeur, créateur du Tango chanté (sa tombe est à l'angle de la Calle 6 et la Calle 33).
- Irineo Leguisamo (1903-1985), jockey uruguayen.
- Juana Manso (1819-1875), écrivaine, journaliste, féministe
- Waldo de los Ríos (1934-1977), musicien, chef d'orchestre argentin.